# فتاة صغيرة
فتاة الصغيرة هي ثاني أغنية منفردة من ألبوم ساندرا مسرحية طويلة ورغم نجاح ماريا ماكدلينا نجاحا باهرا إلا أن فتاة صغيرة احتلت قائمة أفضل الأغاني في عامها.